# Diedrich Bollmann

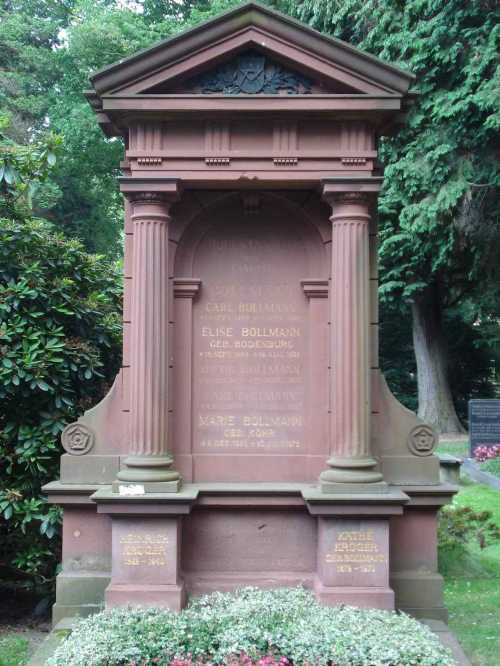
Erbbegräbnis der Familie Bollmann auf dem Riensberger Friedhof in Bremen

Oskar Louis Diedrich Bollmann (* 10. Dezember 1875 in Bremen; † 23. März 1935 in Bremen) war ein deutscher Architekt.

## Biografie
Bollmann war ab 1903 wohnhaft in seinem Elternhaus Fedelhören 46. Er führte schon die Bezeichnung Architekt und hatte offensichtlich eine Ausbildung an einem Technikum abgeschlossen. Seine verwitwete Mutter Elise Bollmann geb. Bodenburg (1844–1932) lebte auch dort. Sein Vater (Friedrich) Carl Bollmann (1818–1899) war ebenfalls Architekt und hatte Wohnung und Kontor (Büro) im Haus Sonnenstraße 30 (bis 1896). Sein ein Jahr älterer Bruder (Paul) Carl (Friedrich) Bollmann (1874–1957), ebenfalls Architekt, und dessen Ehefrau Marie Bollmann geb. Köhr wurden wie er und seine Eltern im Erbbegräbnis 7928 auf dem Riensberger Friedhof beigesetzt.
Das Architekturbüro von Bollmann war von 1907 bis 1913 im Haus Martinistraße 33 untergebracht, von 1914 bis 1920 im Haus Schüsselkorb 17–18 und von 1921 bis 1935 im Gebäude (Auf den) Häfen 17. Ab 1920 wiesen ihn die Bremer Adressbüchern auch als Inhaber der Neue Werkstätten Friedrich Bollmann aus, außerdem wohnte ab 1916 auch sein Bruder Carl im Haus Schwachhauser Heerstraße 80.

### Mitgliedschaften
1906 war Bollmann Mitglied im Bund Deutscher Architekten (BDA) und Mitglied im Verein für Niedersächsisches Volkstum, einem selbständigen Zweigverein des Bundes Heimatschutz mit Sitz in Bremen.

## Bauten
- 1903–1905: Reihenhäuser Parkallee 31, 33 und 35 in Bremen-Barkhof
- um 1905: Fassade der Silberwarenfabrik M. H. Wilkens & Söhne an der Hemelinger Bahnhofsstraße in Bremen-Hemelingen
- 1905: Umbau des Hauses Schwachhauser Heerstraße 80 in Bremen für sich und seine Mutter Elise
- 1905: Wohn- und Geschäftshaus Wiegers, Hohenlohestraße 4/6 / Parkallee in Bremen-Barkhof
- 1905: Einfamilienreihenhäuser Lüder-von-Bentheim-Straße 19/21 in Bremen
- 1905–1906: Landhaus Ehlers, Rockwinkeler Heerstraße 124 in Bremen-Oberneuland, denkmalgeschützt
- 1906–1907: Haus Soltmann, Osterstraße 36 in Bremen-Neustadt[1][2][3]
- 1907: Doppelwohnhaus Schwachhauser Heerstraße 210 (für Adolf Hauschild) und 212 (für W. Lüttich) in Bremen[4][5][6]
- 1907: Umbau und Erweiterung des Wohnhauses Schwachhauser Heerstraße 94 in Bremen[7]
- 1907: Wohnhaus für Dr. Herbst, Schwachhauser Heerstraße 102 in Bremen (abgebrochen 1962)[8][9]
- 1908: Einfamilienreihenhäuser Benquestraße 40 (für Bauunternehmer C. H. Möller) und Benquestraße 42 (für Dr. H. Ludwig Jordan, stark verändert) in Bremen[10]
- vor 1909: Wohnhaus Clewing in Halle[11]
- vor 1909: Entwürfe für den Wettbewerb der Terraingesellschaft Bremen[12]
- vor 1909: Wohnhaus für W. Hoyermann in Osterholz-Scharmbeck[13]
- vor 1909: Villenkolonie in Goslar[14]
- vor 1909: Einfamilienhaus Schwachhauser Heerstraße 255 / Richard-Dehmel-Straße (Kronprinzenstraße) in Bremen[15][16][17]
- 1927: Fünfhäusergruppe Schwachhauser Ring 25–29a in Bremen-Riensberg[18]